# Trílofos (ort i Grekland, Nomós Pierías)
Trílofos är en ort i Grekland.   Den ligger i prefekturen Nomós Pierías och regionen Mellersta Makedonien, i den norra delen av landet, 290 km norr om huvudstaden Aten. Trílofos ligger 291 meter över havet och antalet invånare är 694.
Terrängen runt Trílofos är platt åt sydost, men åt nordväst är den kuperad. Runt Trílofos är det ganska tätbefolkat, med 70 invånare per kvadratkilometer. Närmaste större samhälle är Kateríni, 11,9 km söder om Trílofos. Trakten runt Trílofos består till största delen av jordbruksmark.